# 僧
僧（そう、梵: संघ Saṃgha）は、サンガを音写した「僧伽」の略で仏教の戒律を守る男性の出家修行者である「比丘（びく）」と女性の出家修行者である「比丘尼（びくに）」の集団のこと。仏教の三宝の一つ。在家信者を含めた教団を僧（サンガ）とは呼ばず、出家者が四人以上集まったとき僧となる。男性の出家修行者の集団を比丘僧といい、女性の場合は比丘尼僧という。衆あるいは和合衆と訳される。
「僧伽に属する人々」の意である僧侶（そうりょ）が転じて個人を僧と呼ぶことが多くなっていったが、原義として僧とは戒師により親しく具足戒（波羅提木叉）を授けられ（＝受戒）、これを守る出家修行者たちの集団そのものを集合的に指す。
古代インドでは、仏教に限らず、婆羅門以外の出家者・遊行者のことを、一般に「沙門」と呼ぶ。その中でもこの仏教の僧伽の正式な構成員は、男性であれば比丘（びく、乞食の意）、女性であれば比丘尼（びくに）と呼び表される。

## サンガ（僧伽）とは
僧伽（サンガ）は、一般に「僧団」と言いかえられてもいるが、釈迦当時の時代から現代まで上座部仏教、大乗仏教、密教を問わず、在家信者を含まない純粋な、出家者たちの共同体である（比丘僧伽）。
大迦葉、サーリプッタなど仏弟子たちは、みな釈迦に以下の願いを訴え、認められて子弟となっている（三帰依）。

Esāhaṃ bhante bhagavantaṃ saraṇaṃ gacchāmi dhammañca bhikkhusaṅghañca.

Labheyyāhaṃ bhante bhagavato santike pabbajjaṃ, labheyyaṃ upasampadanti".
私は、世尊、法、比丘僧伽（bhikkhusaṅghañca）へ帰依いたします。

尊者よ、願わくば世尊の許しにて、出家することを得、具足戒を得んことを。
—パーリ仏典, 長部 大師子吼経, Sri Lanka Tripitaka Project
元々の意味は集団や集会であり、仏教以前の時代の古代インドでは、自治組織をもつ同業者組合や、貴族による共和政体などもサンガと呼んだ。

### 比丘・比丘尼
比丘・比丘尼は、出家者における男女の区別によるが、いずれも具足戒をうけた出家修行者を指す。比丘(Bhikkhu)の原義は「乞食」（こつじき）を意味している。出家者として全く生産に従事しない比丘・比丘尼は、他者から布施されるものによって、生活を維持している。衣は糞掃衣を着し、食は「托鉢」によって得たものを食し、住は森林や園林に生活したのが、これら出家者であり、現在でも比較的これらに近い生活形態は、東南アジアの上座部仏教圏で見られる。少数ながら大乗仏教圏でも見られることがある。
これら比丘・比丘尼は女犯戒によって結婚はおろか接触もできないのが伝統的姿勢であるが、チベット主流であるゲルク派以外の宗派や日本（当初は各派「沙弥、比丘のいずれにしても妻帯は全く問題外のこと」としていたが、時代が下ると共に許容するようになる）等では妻帯による世襲を行っており、タイやミャンマーでは儀礼として一時出家した僧侶がすぐに還俗して子を成すことが珍しくない。

### 沙弥・沙弥尼
僧伽に属してはいるが、具足戒（波羅提木叉）をまだ授けられておらず、僧伽の正式なメンバーとなっていない「見習い僧・小僧」は、男性（少年）であれば「沙弥」（しゃみ）、女性（少女）であれば「沙弥尼」（しゃみに）と呼ばれる。
仏教の在家信徒は、「三帰依」を誓い、通常は「五戒」、「八斎戒」の二種類の戒を守ることが求められるが、この沙弥・沙弥尼には、代わりに「三帰依」を誓った後、沙弥の「十戒」や、沙弥尼の「十八戒」が授けられる。彼らは通常、20歳になって、具足戒（波羅提木叉）を授けられることで、正式な僧伽のメンバーである「比丘」や「比丘尼」となることができる。

### 現代において
しかしながら、日本仏教とチベット仏教において妻帯を認めるニンマ派とカギュ派は、実態に於いても、教義上からも、これらの宗派では具足戒が完全に守られているとは言えず、定義上は僧伽ではないと見る向きもある。日本の影響下にある、韓国仏教の少数派太古宗でも同じである。しかし、チベット仏教の主流派であるゲルク派、および韓国仏教の最大宗派曹渓宗は妻帯を認めていない。
日本やネパールにおけるネワール仏教のグバジュ(Gubhaju)など、世襲の仏教特権階級から具足戒を（破戒によって失われない戒体として）形式的にのみ受けるケースも見られるが、儀礼的なもので実践されるものではない。

## 歴史

### 初期仏教
釈迦の布教によって彼の教えに帰依する出家修行者は増加していき、それぞれ5人から20人程度の小単位に分かれて活動を行うようになった。このような集団を現前僧伽と呼ぶ。ところが、現前僧伽の活動が活発になると、僧伽自身の統制、さらに相互の連絡等の必要が生じ、やがて四方僧伽と呼ばれるような僧伽全体の組織が必要となってきた。これが今日の一般的な意味における僧伽である。

### 部派仏教
釈迦の死から100年後の第二回結集における根本分裂以降、それぞれの考えの違いから僧伽は分裂して行き、部派仏教の時代に入る。各部派はそれぞれに独自のアビダルマ（論書）を著して教義を明確化して行き、最終的に約20程度の部派が成立することになった。

### 大乗仏教
僧の構成員はすべて律を遵守し、インドにおいては大乗の出家者でさえ在来の部派仏教に所属し、それぞれの部派の律に従っていた。純粋な大乗の教団を持つチベットでは、在来の僧を「声聞僧伽」（しょうもんそうぎゃ）と呼び、大乗の僧を「菩薩僧伽」と呼ぶようになった。

## 日本仏教における僧伽

### 古代・中世
日本の仏教においては、奈良時代に至り、唐から律宗の鑑真によってもたらされた法蔵部の『四分律』と、それに基づく戒壇・授戒制度により、正式な僧伽が成立した。朝廷も租税・軍役逃れの私度僧を取り締まるために、それを積極的に活用した。
しかし、平安時代に至り、中国から天台宗を移植した日本天台宗の開祖最澄が、大乗経典の『梵網経』の書面と、それまで中国天台宗にはなかった解釈に基づく戒法を法華三部経に数える『観普賢菩薩行法経』（大正蔵：№277）を基にして、筆授により感得して提唱し、時の朝廷に出願した。最澄の没後、弘仁13年（822年）に最澄への追悼の意味から朝廷も公認し勅許を得て、翌年の弘仁14年に延暦寺の一乗止観院において弟子の光定を筆頭とする14名の大乗戒壇による授戒が行われた。これより、比叡山では旧来の戒律である具足戒と数種類の大乗戒を併用する体系的な戒法を無視した、鳩摩羅什訳とする『梵網経』による大乗戒の「梵網戒」（円頓戒）のみに基づく大乗戒壇による授戒を行うようになり、いわゆる日本仏教独自の「具足戒」を持たない宗派が生まれた。
ただし、最澄の唱えた大乗戒壇の基礎となる、大乗の『梵網経』には十重禁戒として、殺生戒により生き物を殺すことと、その原因となる全ての行為を禁止し、女犯とその原因となる全ての行為を禁止し、酒の売買と飲酒の原因となる全ての行為を禁止し、更にそれらを含む十重禁戒のどれかに違反した際には、僧籍に加えて全ての資格を失い仏教徒ではなくなるとしている。また、かつての比叡山においては、大乗戒壇で出家した僧は、12年に亘る籠山（ろうざん）の後、下山する際に「具足戒」を授かってから、比叡山を離れるのが通例となっていた。それゆえ「梵網戒」（円頓戒）が生きていた時代には、女犯（妻帯）や飲酒等の行為は、大乗戒壇の僧には最澄の直筆による『山家学生式』により、あってはならない行為と規定されていた。
やがて、鎌倉時代に至ると、天台宗から派生した各宗派（鎌倉仏教）が普及するに従って、円頓戒などのみ受持する僧侶が多く現れた。その中でも日蓮（1222-1282）は、最澄に仮託される『末法灯明記』を信じ、それを典拠として「末法無戒」を主張し、いわゆる末法の世の中においてはあらゆる戒律を必要とせず、ただ題目を唱えることを主張した。また、三宝のうちの僧伽を伴わない浄土真宗のような宗派も生じた。それに倣って、本来は「具足戒」を守るはずの宗派も戒律の形骸化が著しく、男色を行い、加えて妻帯する僧侶も数多くいた。しかし、その一方で叡尊を祖とする真言律宗のように、自得の戒である『自誓授戒』による「具足戒」を復興しようとする動きも一部ではあったが、鎌倉時代以降は戒律が形骸化する全体の流れを変えるまでには至らなかった。

### 江戸時代
江戸時代に至ると、政治的には統制が厳しい江戸幕府の下、僧職者の肉食と妻帯（女犯）が国法などでは禁じられ、仏教側からは叡尊以来の戒律復興運動が実を結ぶ形で最低限の規律は守られるようになったが、本来の戒律（「具足戒」を基礎とする体系的な戒法）や僧伽を復興するまでには至らなかったとの評価もある。
この時代に戒律復興運動を行った人物としては、禅宗では黄檗宗の開祖であり、中国の皇帝の師でありながら鑑真と同様に栄誉を捨てて日本に渡来して、「禅密双修」や「禅浄双修」（念仏禅）等の特色を持つ中国禅に加えて、当時の出家戒を伝えた隠元禅師が挙げられる。隠元禅師が伝えた中国流の「具足戒」と「出家作法」は、京都を中心とする一帯の仏教教派の注目を集め、曹洞宗や臨済宗の復興に役立っただけではなく、招来の文物は書道・煎茶道・普茶料理・隠元豆等、後の鉄眼和尚の『黄檗版大蔵経』と共に日本の仏教に多大な影響を与えた。
『正法律』を提唱した慈雲尊者や、『如法真言律』を提唱した浄厳覚彦が活躍した。

### 近現代
近代（明治時代）に至り、日本では明治政府が明治5年4月25日公布の太政官布告第133号「僧侶肉食妻帯蓄髪等差許ノ事」を布告、僧侶の妻帯（女犯）・肉食・蓄髪・法要以外での平服着用等を公的に許可した。こうして僧職者に対する国法による他律的縛りはなくなり、職業化したり世襲化したり、僧侶を自称したりする者が僧侶として公然と存在することができるようになった。
なお、戦前に戒律・僧伽復興運動を行った人物としては、真言宗の釈雲照、更には、その甥でスリランカに留学し、日本人初の上座部仏教徒となって日本で「釈尊正風会」を組織した釈興然がいる。
近年では、『日本テーラワーダ仏教協会』や『龍蔵院デプン・ゴマン学堂日本別院』のように、上座部仏教やチベット仏教系の僧院も輸入・移植され、その僧伽の構成員である比丘や比丘尼もいる。このように、現在は上座部仏教やチベット仏教系の僧伽が日本に存在し、それらの僧の指導に基づく各種の正式な戒律を学ぶことができる。また、事実として既成の伝統仏教を離れ、上座部仏教やチベット仏教に基づく日本人の正式な受戒者の僧侶や仏教徒が、正統な戒律を新たに受け継ぎ活動している。
一方で、日本仏教においては、平安時代の最澄以降、戒律（具足戒：波羅提木叉）の戒脈や、それを基にした僧伽の伝統は、基本的に途絶えており、具足戒を受持する出家者・修行者は、他国の僧伽で受戒したごく少数者を除いて、現代の日本仏教各宗派には存在しない。
しかしながら現状を肯定する新しい解釈によって、職業として儀式のみを行い、具足戒を遵守しない、伝統の宗派におけるこれらの僧職者と檀信徒のみで構成される「在家教団」を僧伽（サンガ）と見做すべきであるという意見もある。だが、この場合かつては私度僧に分類されたであろう自称僧侶の宗教家や祈祷師、仏教系新宗教の出家者や教団職員との区別基準が既得権益のみである事を認めていることにもなりかねない。

## 四分律
上座部仏教において、歴史的に広く用いられてきた律である。比丘は二百五十戒を遵守する。正式な戒師が居ない等の理由で自国での授戒が難しい場合、国外から戒師を招来する必要がある。
戒律の条項は以下の通りである。
- 波羅夷法[四ヶ条]（これを犯した場合、全ての資格と財産を剥奪された上、僧伽とあらゆる仏教教団から追放され、2年間一切の宗教活動を禁止された上、二度と僧侶となることは出来ないもの；「波羅夷罪」ともいう）
  1. 婬戒 : いかなる性行為も行なってはならない。
  2. 盗戒 : 盗心をもって与えられていないものを取ってはならない。
  3. 殺人戒 : 殺人を犯してはならない。
  4. 大妄語戒 : 未だその境地を得ていないのに悟りを得たなどと嘘をついてはならない。ただし自信過剰による思い上がりの場合は除く。また、仏教教団としての僧伽の調和を著しく乱すようなことや、そのあり方を変えてはならない。
- 僧残法 [十三ヶ条]
- 不定法 [二ヶ条]
- 尼薩耆波逸提法 [三十ヶ条]
- 波逸提法 [九十ヶ条]
- 波羅提提舎尼法 [四ヶ条]
- 衆学法 [百ヶ条]
- 滅諍法 [七ヶ条]

### 剃髪
僧侶の規律として剃髪がある。また、剃髪した僧侶が、還俗して髪を伸ばすことは蓄髪（ちくはつ）という。
ちなみに、『小事犍度』には、螺髻梵志（バラモン教の僧侶）は頭髪を伸ばして、それを頭の上で輪にして留めていた。しかし仏教では「僧は長髪を持すべからず。二カ月もしくは二指間は許す」と伝え、『四分律』では、「応に鬚髪を剃るべし。極長は長さ両指、もしくは二カ月に一剃する。これは極長なり」と記し、『十誦律』は、「六群比丘が髪を留めて捲かしめ、留めて長くしていた時に、髪を留めて長からしめるべからず」と説いた。ただし、人気のない静かな場所で独住して修行する林住比丘の場合、長さ二寸（約6cm）までは無罪であるとする。
大衆部の律には、釈尊は「四カ月に一度、剃髪をされた」と伝承されている。